# Idioma jedek
El idioma jedek es una lengua áslica de la familia austroasiática, cuya existencia se reportó por primera vez en 2017. Los hablantes de jedek se autoadscriben a los pueblos de habla minriq o batek, pero su lengua, a pesar de estar estrechamente relacionada, es distinta de estas.

## Etimología
Los hablantes de jedek no poseen un autónimo. Los hablantes de lenguas áslicas cercanos, particularmente los de las lenguas jahai y minriq, se refieren a ellos como jdɛk [ɟᶽəˈdɛk˺].

## Sociolingüística
El jedek es hablado por aproximadamente 280 personas en Sungai Rual, en la ribera del río Rual, justo al sur de la ciudad de Jeli en el distrito de Jeli, Kelantan, al norte de la Malasia peninsular. En los años 1970, el gobierno malayo promovió la reubicación de varias bandas de recolectores semang, entre los que se encontraban hablantes de jahai y jedek que vagaban por el curso medio del río Pergau, en el área de Sungai Rual. Hoy, el área comprende tres aldeas y está habitado por siete bandas, de las cuales cuatro hablan principalmente jedek y las tres restantes, jahai.
El bajo número hablantes del jedek podría llevar a considerarlo una lengua en peligro, pero varios factores aseguran que la transmisión intergeneracional de la lengua no sea interrumpida. Los semang tienen un fuerte tradición de mantener su identidad cultural y lingüística mientras experimentan un contacto y cambio social constantes. La población hablante de jedek ha crecido desde los años 1970 y ahora la lengua es utilizada en todos los  contextos por hablantes de todos los grupos de edad. Entretanto, la escolarización se lleva a cabo en la lengua nacional, el malayo, y conseguir un empleo invariablemente requiere conocerla, ya que se trata de la lengua principal de comunicación en las áreas que rodean a las comunidades áslicas. A pesar de que los hablantes de jedek tienen una actitud positiva hacia su lengua, esta permanece sin ser reconocida por el gobierno malayo, el cual considera a la zona como hablante de jahai.
Tradicionalmente, las comunidades semang son nomádicas y están acostumbradas a la disolución de sus grupos para ajustarse a las condiciones particulares que experimentaban. Los semang también practicaban la exogamia entre bandas, lo que significa que el matrimonio entre hablantes de lenguas distintas es bastante común. Debido al contacto frecuente con las comunidades cercanas, los semang típicamente dominan múltiples lenguas áslicas  y, en la mayoría de los casos, una lengua mayoritaria adyacente (malayo o tailandés). Debido a la reubicación en conjunto de las bandas hablantes de jedek y jahai en Rual, la mayoría de los hablantes de jedek tienen algún conocimiento de jahai.

## Fonología

### Vocales
El jedek tiene 9 vocales. Todas las  vocales tienen equivalentes nasales y la lengua muestra nasalización contrastiva.
|             | Anterior | Central | Posterior |
| ----------- | -------- | ------- | --------- |
| Cerrada     | i        | ɨ       | u         |
| Semicerrada | e        |         | o         |
| Media       |          | ə       |           |
| Semiabierta | ɛ        |         | ɔ         |
| Abierta     | a        |         |           |

### Consonantes
El jedek muestra un típico inventario de consonantes jahaico.
|             |             | Bilabial | Alveolar | Palatal | Velar | Glotal |
| ----------- | ----------- | -------- | -------- | ------- | ----- | ------ |
| Oclusiva    | voiceless   | p        | t        | c       | k     | ʔ      |
| Oclusiva    | Sonora      | b        | d        | ɟ       | G     |        |
| Fricativa   | Fricativa   | (ɸ)      |          | ç       |       | h      |
| Nasal       | Nasal       | m        | n        | ɲ       | ŋ     |        |
| Aproximante | Aproximante |          | l        | j       | w     |        |
| Vibrante    | Vibrante    |          | r        |         |       |        |

- La fricativa bilabial sorda /ɸ/ es una consonante marginal que solo ocurre posición final de palabra.[1]

- Las consonantes nasales son preoclusivas en posición final de palabra cuando les antecede una vocal oral. Además, también causan la nasalización progresiva de las vocales.[1]

- La consonante rótica puede variar entre una vibrante alveolar múltiple /r/ y una fricativa uvular sonora /ʁ/. Esto depende parcialmente de la edad del hablante: los hablantes más jóvenes la pronuncian más cercana a una /r/, mientras que los hablantes más viejos tienen una pronunciación más cercana a /ʁ/.[1]